# Kuitan
Kuitan är en köping i sydöstra Kina. Den ligger i Huilai härad i staden Jieyang i provinsen Guangdong, omkring 280 kilometer öster om provinshuvudstaden Guangzhou. Antalet invånare är 95 717. Befolkningen består av 46 491 kvinnor och 49 226 män. Barn under 15 år utgör 29,0 %, vuxna 15-64 år 64 %, och äldre över 65 år 6,0 %.